# Simultanéisme
Pour les articles homonymes, voir Simultané.
Le simultanéisme est un mouvement artistique développé conjointement par Sonia Delaunay et son mari Robert Delaunay. Il consiste à introduire le principe du contraste  simultané de couleurs dans la peinture (Prismes électriques, 1914, Musée national d'art moderne Paris) mais aussi dans le textile, la mode vestimentaire et dans la décoration. Ses premières  robes simultanées apparaissent à cette même date, ainsi que les illustrations d'un livre de Blaise Cendrars :  La Prose du Transsibérien et de la petite Jehanne de France (1913).
Le terme, par analogie, est revendiqué par d'autres artistes, notamment en poésie par Henri-Martin Barzun, Apollinaire et Tristan Tzara.